# 妙善寺 (山梨県富士川町)
妙善寺（みょうぜんじ）は、山梨県南巨摩郡富士川町大椚にある日蓮宗の寺院。
開基役行者　真言密教1000有余年　日蓮宗開山５００年　
開山は皇族泉寿房日脱一身阿闍梨　第二世　宗門大験者　積善房日閑上人
山号は栄久山。旧本山は身延山久遠寺、潮師法縁。鎮国祈祷楊枝加持根本霊場。
皇室祈願所　徳川家康公願掛霊場　霊験祈禱日本第一勅許賜

## 歴史
皇族泉寿房日脱(せんじゅぼうにちだつ)一身阿闍梨により創建。当山第二世は、宗門大験者　積善房日閑上人。
皇室の祈願所・徳川家康公願掛霊場のとして栄えて来た、日蓮宗身延山久遠寺直末の寺院。
伏見宮家八之宮尊賀親王・徳川家康公・養珠院お万の方様は、開山日脱一身阿闍梨に深く帰依していた。
寛永21年（1644年）八幡御堂は養珠院お万の方の外護丹誠により建立され、日本最古の石躰正八幡大菩薩を奉安、鎮守とする。
嘉永7年（1854年）日誠上人妙善寺15世）が京都御所に参内し孝明天皇より紫紋白と菊花定紋を賜わる。

## 伽藍
- 山門

扁額は村雲御所の日尊宮(明治天皇叔母君)筆によるもの。当山第十五世日誠上人が京都御所参内のおり拝戴したものである。
- 本堂

本堂屋根箱棟には孝明天皇より賜った菊花御紋を掲げている。本堂には・当山第二世宗門大験者　積善房日閑上人感得、養珠院お万の方様霊験　七面大明神を祀る。また伝教大師最澄作の大毘沙門天王　養珠院お万の方様の持仏　立像釈迦牟尼佛も祀られている。大毘沙門天は霊験最（れいけんもっとも）あらたかとされ、日蓮大聖人･足利将軍家・織田信長公・徳川家康公・加藤清正公など、数多くの歴史人が手を合わせ崇敬をあつめた。内陣奥には、徳川家康公寄進による徳川葵御紋の須弥壇（しゅみだん）が安置。本堂正面の彫刻は、江戸三大彫刻の石川彫刻で飾られている。
- 八幡御堂

徳川家康の側室養珠院の外護により建立されたもの。ご本尊は、身延山第二十六世日暹上人（にっせんしょうにん）より、当山第二世　宗門大験者　積善房日閑上人（しゃくぜんぼうにちかんしょうにん）へ、妙善寺鎮守として賜わった日本最古の石躰正八幡大菩薩（しゃくたいしょうはちまんだいぼさつ）を安置。

## 参考資料
- 日蓮宗寺院大鑑編集委員会『宗祖第七百遠忌記念出版 日蓮宗寺院大鑑』大本山池上本門寺 (1981年)